# Katria katria
Katria katria – gatunek słodkowodnej ryby okoniokształtnej z rodziny pielęgnicowatych (Cichlidae). Został opisany naukowo w 1997 roku pod nazwą Ptychochromoides katria. Jest jedynym przedstawicielem rodzaju Katria, wyodrębnionego z rodzaju Ptychochromoides.

## Występowanie
Gatunek endemiczny Madagaskaru występujący w rzekach Nosivolo i Mangoro.

## Cechy wyróżniające
Gatunek został wyodrębniony do osobnego rodzaju ze względu na unikalną pigmentację i wzór ubarwienia składający się z dwóch wyraźnych czarnych pionowych pasów na złotym opalizującym tle, położonych po bokach ciała, a także szczegóły anatomiczne (budowa pęcherza pławnego, skrzeli, uzębienia oraz kształtu ogona). Liczba promieni: w płetwie grzbietowej (D) 14–15 twardych i 9–11 miękkich; w płetwie odbytowej (A) 3 twarde i 8–9 miękkich. Liczba żeber: 29–31.
Standardowa długość ciała do 12,7 cm.

## Status zagrożenia
W Czerwonej księdze gatunków zagrożonych Międzynarodowej Unii Ochrony Przyrody został zaliczony do kategorii EN (ang. Endangered „zagrożony”).